# Nicolae Bălcescu (gmina Alexandru Odobescu)
Nicolae Bălcescu – wieś w Rumunii, w okręgu Călărași, w gminie Alexandru Odobescu. W 2011 roku liczyła 1384 mieszkańców.